# Río Chanchán
El río Chanchán es un curso natural de agua que fluye desde el sector cordillerano de la comuna de Panguipulli, en la Región de los Ríos, Chile hasta desembocar en el lago Neltume,: 473  uno de los llamados Siete Lagos de la municipalidad de Panguipulli.

## Trayecto
El Río Chanchán nace en los cerros cercanos al lago Chanchán y lago Quilmo, en este punto el río fluye en sentido sur a norte y luego en dirección sureste al noroeste formando una curva para descender en sentido noreste suroeste cerca del caserío Remeco, luego desciende en dirección sureste al noroeste cerca del caserío de lago Neltume, luego de atravesar la ruta T-29 antes de desaguar directamente en el lago Neltume. El curso del río se encuentra a aproximadamente 750 m s. n. m.: 442 
Su área de drenaje abarca 71 km².: 38 

## Caudal y régimen
Se ha estimado un caudal de entre 5,75 m³/s y 6,92 m³/s.: 121 

## Población, economía y ecología
El río es lugar importante de pesca por los habitantes locales especialmente en los alrededores del lago Panguipulli.
A orillas de su curso se asientan comunidades indígenas, reorganizadas por el gobierno de Chile en 1994 como poblaciones, incluyendo la comunidad de Juan Quintumán y Valeriano Cayicul en las faldas del llamado Cerro Sagrado.: 442 